# Pierre-Louis Fagniez
 (novembre 2015).
Pierre-Louis Fagniez est un médecin et homme politique français, né le 6 décembre 1939 à Salies-de-Béarn (Pyrénées-Atlantiques).

## Biographie
Il est chirurgien et professeur des universités. Il est connu pour avoir été le dernier médecin à opérer le shah d'Iran Mohammad Reza Pahlavi atteint d'un cancer lors de son exil, en juin-juillet 1980.
De 1995 à 2003, il est président de la Société française de chirurgie digestive et, en 2004, président de la Société nationale française de gastro-entérologie.
À la suite de l'entrée d'Henri Plagnol au gouvernement, Pierre-Louis Fagniez, son suppléant, devient député le 17 juin 2002, pour la XIIe législature (2002-2007), dans la 1re circonscription du Val-de-Marne. Il fait partie du groupe UMP.
De mai 2007 à 2012, il est conseiller auprès de Valérie Pécresse, ministre de l'Enseignement supérieur et de la Recherche puis au ministère du Budget.
À la suite de l'élection de Valérie Pécresse à la tête de la région Ile-de-France, il conserve des fonctions de conseiller auprès de la présidente et également du groupe Les Républicains.
Il soutient Nicolas Sarkozy pour la primaire présidentielle des Républicains de 2016 et se rallie à François Fillon pour le second tour.

## Mandats
Anciens mandats :
- Du 19 juin 1995 au 18 mars 2001 : conseiller municipal de Créteil (Val-de-Marne) ;
- Député de la 1re circonscription du Val-de-Marne de 2002 à 2007 (démission du député titulaire Henri Plagnol, nommé au gouvernement) ;
- Conseiller général du canton de Créteil-Nord (Val-de-Marne) de 2001 à 2008.

## Décorations
- Chevalier de la Légion d'honneur
- Officier de l'ordre national du Mérite
- Commandeur de l'ordre des Palmes académiques
- Commandeur de l'ordre national de Côte d'Ivoire